# Feminnem
Feminnem fue un grupo de música femenino de Croacia y Bosnia y Herzegovina, compuesto por tres miembros. Representaron a ambos países en el Festival de Eurovisión, a Bosnia y Herzegovina en 2005 (con los miembros originales Ivana Marić, Neda Parmać y Pamela Ramljak) y a Croacia en 2010 (cuando el grupo estaba formado por Niki Antolos, Parmać y Ramljak). El 21 de febrero de 2012, Pamela, Neda y Nika decidieron empezar su carrera en solitario y se disolvió el grupo. Con sorpresa de muchos fanes se reconciliaron y salió una nueva canción el 1 de junio de 2022 llamada Zajedno

## Historia
La agrupación se formó en 2004, cuando tres integrantes de la versión croata de Pop Idol decidieron unirse en un solo grupo, publicando su primer sencillo. Dicho trabajo "Volim te, mrzim te" ("Te quiero, te odio") obtuvo un gran éxito en varios países balcánicos.
En 2005, serían las vencedoras de la preselección bosnia para Eurovisión y representarían a dicho país en la gran final celebrada en Kiev, Ucrania. Con su tema "Call Me" (que fue traducido a otros idiomas, entre ellos el español) obteniendo la decimocuarta posición.
En 2007, participaron en la preselección croata para el Festival de la Canción de Eurovisión con la canción "Navika"; pero en la final quedaron novenas con 16 puntos.
En 2009, el trío participó en la preselección croata para el Festival de la Canción de Eurovisión de nuevo; con la canción "Poljupci u boji". Sin embargo, obtuvieron el tercer lugar con 28 puntos, resultando ganador Igor Cukrov con "Lijepa Tena".
Finalmente, en 2010, el trío gana la preselección croata para el Festival de la Canción de Eurovisión con la canción "Lako je sve", obteniendo la mayoría de votos por parte del jurado y televoto
. Participaron en la segunda semifinal en Oslo (Noruega); actuando en la decimoquinta posición; desafortunadamente no clasificaron para la final, ya que quedaron en el puesto 13.º con 33 puntos.
En febrero del 2012, se separaron para hacer una carrera en solitario. En 2022 en junio volvieron juntas y sacaron una nueva canción llamada Zajedno

## Integrantes
Las integrantes de Feminnem fueron:
- Nika Antolos nacida el 23 de julio de 1989 en Rijeka, Croacia En la escuela primaria cantaba en el coro de la escuela y asistió a clases de canto de alta en solitario. Ha participado en concursos televisivos, pero el más destacado fue el 2009 HTZ y llegó a la final gracias a su hermosa voz y simpatía. En 2007, tuvo una audición en Rijeka para el Grupo Feminnem y la pasó.
- Neda Parmać nació el 28 de abril de 1985 en Split, Croacia. Desde muy pequeña acudió a clases de danza y con tan sólo 13 años comenzó a actuar junto a la banda Kompas.
- Pamela Ramljak, nacida 24 de diciembre de 1979 en Čapljina, Bosnia & Herzegovina pero desde muy pequeña vivió en Zagreb, la capital de Croacia. En dicha ciudad fue estudiante del conservatorio municipal, así como de la escuela de danza. Trabajó como corista del cantante croata Toni Cetinski y también para Amila Glamočak, ambos artistas conocidos en todos los países de la antigua Yugoslavia.

| Cantante | Cantante                   | 2004 | 2005 | 2006 | 2007 | 2008 | 2009 | 2010 | 2011 | 2012 |
| -------- | -------------------------- | ---- | ---- | ---- | ---- | ---- | ---- | ---- | ---- | ---- |
|          | Pamela Ramljak (2004-2012) |      |      |      |      |      |      |      |      |      |
|          | Neda Parmać (2004-2012)    |      |      |      |      |      |      |      |      |      |
|          | Ivana Marić (2004-2008)    |      |      |      |      |      |      |      |      |      |
|          | Nikol Bulat (2008-2009)    |      |      |      |      |      |      |      |      |      |
|          | Nika Antolos (2009-2012)   |      |      |      |      |      |      |      |      |      |

## Discografía
- 2005: Feminnem Show
- 2010: Lako je sve (álbum)
- 2010: Easy to see
- 2010: Baš nam je dobro
- 2022: Zajedno